# Yang Haoran
Yang Haoran (en chino: 杨浩然; Chengde, 22 de febrero de 1996) es un deportista chino que compite en tiro, en la modalidad de rifle.
Participó en dos Juegos Olímpicos de Verano, en los años 2016 y 2020, obteniendo dos medallas en Tokio 2020, oro en rifle 10 m mixto y bronce en rifle 10 m. Ganó tres medallas de oro en el Campeonato Mundial de Tiro entre los años 2014 y 2022.

## Palmarés internacional
| Juegos Olímpicos   | Juegos Olímpicos         | Juegos Olímpicos  | Juegos Olímpicos |
| Año                | Lugar                    | Medalla           | Prueba           |
| ------------------ | ------------------------ | ----------------- | ---------------- |
| 2020               | Tokio (Japón)            | Medalla de oro    | Rifle 10 m mixto |
| 2020               | Tokio (Japón)            | Medalla de bronce | Rifle 10 m       |
| Campeonato Mundial |                          |                   |                  |
| Año                | Lugar                    | Medalla           | Prueba           |
| 2014               | Granada (España)         | Medalla de oro    | Rifle 10 m       |
| 2018               | Changwon (Corea del Sur) | Medalla de oro    | Rifle 10 m mixto |
| 2022               | El Cairo (Egipto)        | Medalla de oro    | Rifle 10 m mixto |